# Regiomed-Kliniken
Die Regiomed-Kliniken GmbH (Eigenschreibweise: REGIOMED-KLINIKEN GmbH) war eine Klinikgruppe mit Sitz in Sonneberg, Thüringen. Sie wurden am 1. Januar 2008 gegründet. Nach einer Insolvenz folgte die Auflösung der Klinikgruppe zum 31. Oktober 2024.

## Geschichte
Aufgrund der Neuordnung der Krankenhausfinanzierung in den 2000er-Jahren (unter anderem Einführung der DRG), Verlagerung von stationären Leistungen in den ambulanten Bereich, die Forderung von Mindestmengen, die Fokussierung der Krankenhausplanung auf Vorgaben zur Strukturqualität und des durch Fördermittel nicht mehr gedeckte Investitionsbedarfs, verständigten sich die Träger der kommunalen Kliniken der Landkreise Coburg (Bayern), Hildburghausen (Thüringen), Lichtenfels (Bayern) und Sonneberg (Thüringen) sowie der Städte Coburg (Bayern) und Schleusingen (Thüringen) auf den Zusammenschluss der Kliniken und angegliederten Einrichtungen zu einem Gesundheitsverbund namens regioMed.
Am 12. November 2007 wurde durch die Unterschriften von Landrat Karl Zeitler (Landrat Landkreis Coburg), Oberbürgermeister Norbert Kastner (Stadt Coburg), Landrat Thomas Müller (Landrat Landkreis Hildburghausen), Bürgermeister Klaus Brodführer (Stadt Schleusingen), Landrat Reinhard Leutner (Landkreis Lichtenfels) und Landrätin Christine Zitzmann (Landkreis Sonneberg) der Zusammenschluss zum 1. Januar 2008 besiegelt.
Zum 1. Januar 2012 wurde eine Zentralverwaltung im ehemaligen Schwesternwohnheim nahe dem Klinikum Coburg eingerichtet. Zentralisiert wurden die Bereiche Finanz- und Rechnungswesen, Personalmanagement, IT, Einkauf, Medizintechnik, Ambulante Versorgung, Qualitätsmanagement, Controlling, Recht sowie Marketing und Unternehmenskommunikation.
2018 erzielte die Klinikgruppe erstmals einen Verlust. Aufgrund von drohenden Defiziten von über 20 Millionen Euro beschlossen die Gesellschafter Ende September 2023 die von Regiomed betriebenen Krankenhäuser ab dem 1. Januar 2024 wieder auf die Gebietskörperschaften zu überführen. Durch die dann einfacheren Entscheidungsstrukturen soll eine bessere Reaktion der jeweiligen Träger möglich sein. Der Stadtrat und Kreistag Coburg stimmten aber aufgrund der hohen finanziellen Belastung gegen eine Rückführung der Regiomed-Krankenhäuser in kommunale Trägerschaft. Am 2. Januar stellte der Klinikverbund Regiomed einen Antrag auf Insolvenz in Eigenverwaltung.
Zum 1. November 2024 wurden die oberfränkischen Teile der Regiomed, die drei Kliniken in Coburg, Lichtenfels und Neustadt bei Coburg, mehrere Medizinische Versorgungszentren (MVZ), die Medical School zur universitären Medizinerausbildung sowie die Zentralverwaltung mit insgesamt 3200 Mitarbeitenden von der Sana Kliniken AG übernommen und werden als Sana Kliniken Oberfranken weitergeführt. Der Landkreis Hildburghausen übernahm am 1. Oktober 2024 die Trägerschaft des Kreiskrankenhauses in Hildburghausen mit rund 400 Mitarbeitern und der fünf medizinischen Versorgungszentren sowie der Reha-Klinik in Masserberg. Der Landkreis Sonneberg übernahm zum 1. November 2024 die Trägerschaft der Krankenhäuser in Sonneberg und Neuhaus am Rennweg mit rund 760 Mitarbeitern. Das Krankenhaus in Neuhaus mit 60 stationären Betten wurde im Dezember 2024 geschlossen.

## Struktur
Es zählten zur Klinikgruppe sechs Klinikstandorte mit zahlreichen spezialisierten Zentren, Medizinische Versorgungszentren (MVZ), Seniorenzentren, zwei Wohnheime für psychisch Betroffene, der bodengebundene Rettungsdienst in den Landkreisen Sonneberg und Hildburghausen, das REGIOMED Hygiene-Institut für Mitteldeutschland sowie vielfältige Angebote in der Aus-, Fort- und Weiterbildung durch die Medical School und die REGIOMED-Akademie.
Kliniken
- Regiomed Klinikum Coburg, Lehrkrankenhaus der Universität Split, Träger: Klinikum Coburg GmbH
- Regiomed Klinikum Hildburghausen, Träger: Henneberg-Kliniken-Betriebsgesellschaft GmbH
- Regiomed Klinikum Lichtenfels, Träger: Helmut-G.-Walther-Klinikum Lichtenfels GmbH
- Regiomed Klinikum Neustadt, Träger: Klinik Neustadt GmbH
- Regiomed Klinikum Sonneberg, Neuhaus, Akad. Lehrkrankenhaus des Universitätsklinikums Jena, Träger: Medinos Kliniken des Landkreises Sonneberg GmbH

## Kritik
In den letzten Jahren stand die Klinikgruppe mehrmals in der Kritik. Schlagzeilen machte sie durch vermutlich rechtswidrige Vergabeverfahren bei Ausschreibungen. Im Mai 2020 äußerte sich der Hygiene-Chefarzt der Klinikgruppe über die Mitarbeiter der Medinos-Kliniken Sonneberg/Neuhaus während der Corona-Krise abwertend mit den Worten: „Leider handelt es sich hier um besonders dumme Mitarbeiter, die sich nicht an die Regeln gehalten haben. Ich sage ganz bewusst dumm, denn diese Mitarbeiter sind nun auch selbst an Corona erkrankt.“ Dies führte ebenso zur öffentlichen Empörung wie die Ende Mai öffentlich gewordenen Misshandlungen einer Pflegekraft an Patienten im Regiomed Pflegeheim „Hildburghäuser Land“ in Hildburghausen.